# Музей сучасного мистецтва (Сан-Паулу)
Музей сучасного мистецтва в Сан-Паулу (англ. São Paulo Museum of Modern Art, порт. Museu de Arte Moderna de São Paulo, скор. MAM, MAM/SP) — музей у Сан-Паулу, присвячений сучасному мистецтву.
Одна з найважливіших культурних установ Бразилії. Некомерційна організація, створена з метою збереження та розширення мистецької спадщини цієї країни, поширення сучасного мистецтва, а також організації виставок та культурно-просвітницьких заходів.

## Історія та діяльність
Музей розташований на території парку Ібірапуера, в будівлі, вбудованій в архітектурний ансамбль, розроблений Оскаром Німеєром в 1954 році і згодом перебудований Ліною Бо Барді для розміщення в ньому музею.

Франсіско Матараццо та Іоланда Пентедо

Музей був заснований Франсіско Матараццо Собріньо, відомого як Чічілло Матараццо (Ciccillo Matarazzo) в 1948 році і його дружиною — бразильською аристократкою Іоландою Пентедо, натхненних Нью-йоркським музеєм сучасного мистецтва, одночасно з появою Музею сучасного мистецтва в Ріо-де-Жанейро. Протягом усієї своєї історії музей Сан-Паулу був відомий своїми культурними програмами та важливими ініціативами, спрямованими на поширення сучасного мистецтва в бразильському суспільстві, чому також сприяло створення Бієнале мистецтва в Сан-Паулу. У перші роки роботи музей зібрав значну колекцію національних художників, і навіть роботи зарубіжних авторів образотворчого мистецтва XX століття.
Наступні конституційні кризи й фінансові труднощі призвели до розриву засновника музею з радою його директорів. Це призвело до деяких труднощів і подальшого перетворення музею на актив Університету Сан-Паулу, тимчасово ставши базовою колекцією Музею сучасного мистецтва Університету Сан-Паулу. Потім розпочався процес реструктуризації та перекомпонування колекції музею, викликаний відходом з нього Франсіско Матараццо у 1963 році, і сьогодні він існує як самостійна художня організація, зосереджена на підтримці сучасного мистецтва, залишаючись важливим орієнтиром у культурному житті Бразилії.
Зараз колекція Музею сучасного мистецтва в Сан-Паулу налічує понад 5000 примірників, більшість з яких створена бразильськими художниками з 1960-х років. На його території знаходиться Сад скульптур, спроєктований Роберту Бурле Марксом, площа якого складає 6000 кв. м. де виставлені роботи з музейних зборів просто неба. Він має одну з найбільших спеціалізованих бібліотек мистецтв у Сан-Паулу з більш ніж 60 тисяч томів, а також власний видавничий центр, який відповідає за випуск музейного каталогу та щоквартальний часопис «Moderno». З 1969 року, раз на два роки, проводиться виставка Panorama da Arte Atual Brasileira — традиційний національний фестиваль і важливий інструмент для розширення колекції.

## Колекція
Основу колекції музею закладено творами з особистої колекції Франсіско Матараццо та Іоланди Пентедо. Зараз серед робіт Музей сучасного мистецтва в Сан-Паулу знаходяться роботи Аніти Малфатті, Альдо Бонадея, Альфредо Вольпі, Ді Кавальканті, Феліппе Мораєса, Хосе Антоніо да Сілви, Жуана Міро, Марка Шагала, Маріо Заніні, Пабло Пікассо, Рауля Дюфі та інших художників.

Перша виставка музею, названа «Do figurativismo ao abstracionismo» («Від фігуративізму до абстракціонізму»), викликала та поглибила дискусію про протистояння фігуративного мистецтва, яке вважалося ретроградним, та абстрактного мистецтва, що вважалося інноваційним. Організована тоді директором музею бельгійським мистецтвознавцем Леоном Деганом, виставка зібрала 95 робіт, переважно європейських художників. На ній були представлені такі імена, як Ганс Арп, Александр Колдер, Вальдемар Кордейро, Робер Делоне, Василь Кандинський, Френсіс Пікабіа та Віктор Вазарелі — всі абстракціоністи.

Некоторые работы из коллекции музея
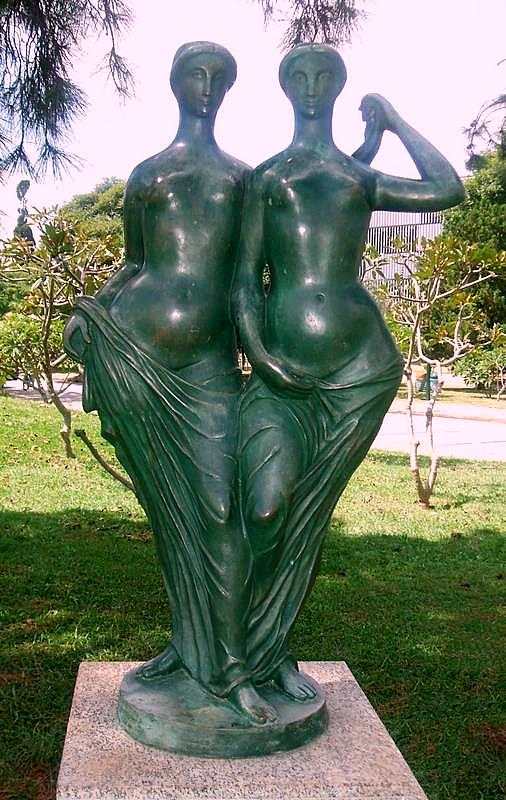
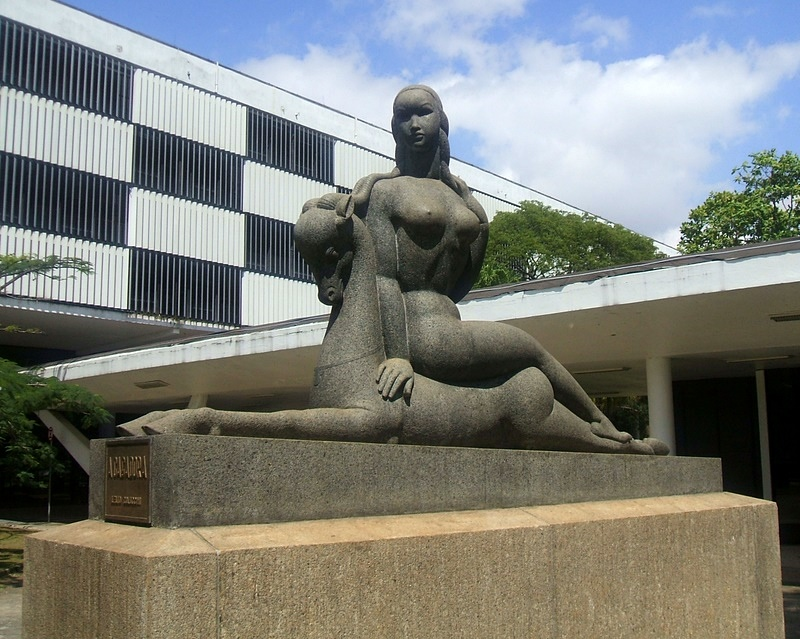
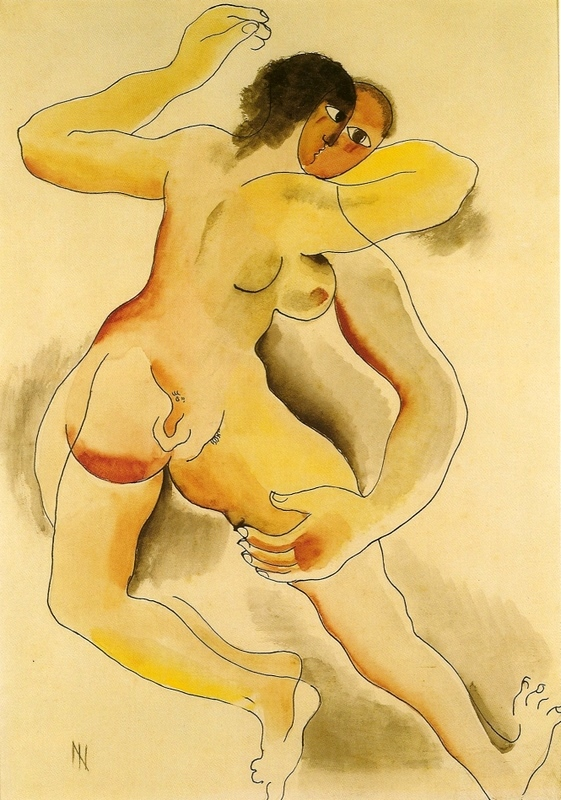
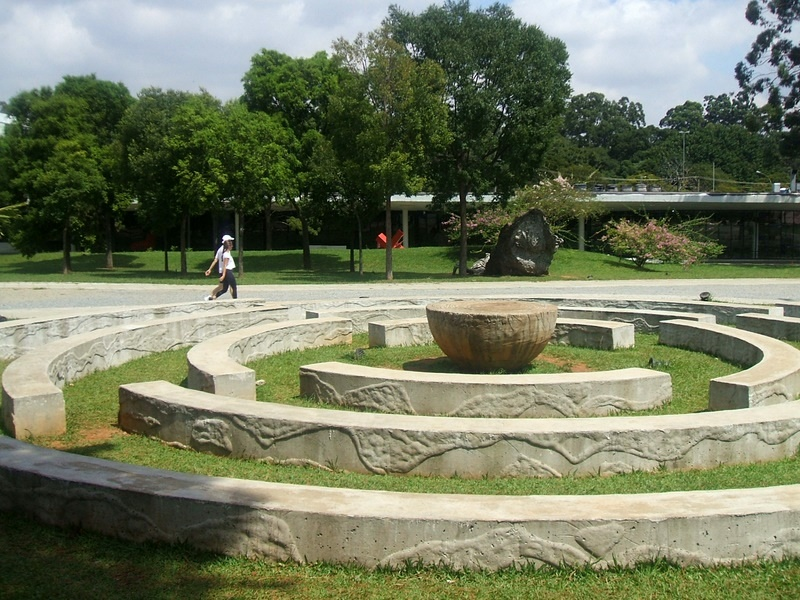
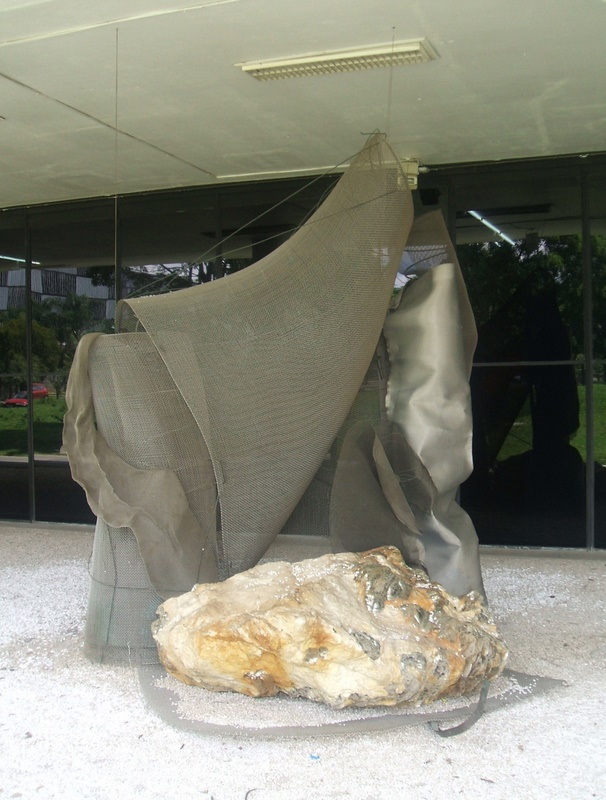